# Ibrahim Hussein
Ibrahim Hussein (né le 3 juin 1958 à Kapsabet) est un athlète kényan, spécialiste des courses de fond, vainqueur du Marathon de New York en 1987 et du Marathon de Boston en 1988, 1991 et 1992. 

## Biographie

### Palmarès
| Date | Compétition          | Lieu     | Résultat | Épreuve  | Performance    |
| ---- | -------------------- | -------- | -------- | -------- | -------------- |
| 1987 | Marathon de New York | New York | 1er      | Marathon | 2 h 11 min 1 s |
| 1988 | Marathon de Boston   | Boston   | 1er      | Marathon | 2 h 8 min 43 s |
| 1991 | Marathon de Boston   | Boston   | 1er      | Marathon | 2 h 11 min 6 s |
| 1992 | Marathon de Boston   | Boston   | 1er      | Marathon | 2 h 8 min 14 s |

### Records
| Épreuve  | Performance    | Lieu   | Date          |
| -------- | -------------- | ------ | ------------- |
| Marathon | 2 h 8 min 14 s | Boston | 20 avril 1992 |